# 5,66 × 39 мм
5,66 × 39 мм — советский унитарный промежуточный боеприпас для подводного автомата АПС, разработанный в ЦНИИточмаш на основе гильзы под штатный армейский патрон 5,45 × 39 мм.

## История появления
Создание патрона было начато в 1970 году в связи с заказом ВМФ СССР комплекса специального автоматического подводного оружия, дополняющего подводный пистолет СПП-1. В соответствии с изначальным замыслом, комплекс должен был включать подводный пулемёт и подводный автомат АГ-022 под мощный патрон калибра 5,66 мм. Однако, разрaботка подводного пулемёта была прервана, а автомат АГ-022 в конце концов был принят на вооружение под обозначением АПС.

## Конструкция
Патрон состоит из стальной лакированной гильзы, которая снаряжается зарядом пироксилинового пороха «4/1 флСП» (4 — толщина горящего свода 0,4 мм, 1 — одноканальный цилиндровый, флегматизированный специальный) и стальной иглоподобной пули. Наконечник пули выполнен в виде усечённого конуса, который играет роль кавитатора. Его назначением является формирование во время прохождения пули под водой временной кавитационной полости, которая стабилизирует движение пули к цели. Стык гильзы и пули окрашивается герметиком чёрного цвета, пуля покрывается лаком чёрного или зелёного цвета.

## Номенклатура боеприпасов
- МПС — основной боеприпас
- МПС-Т — трассирующий боеприпас, принятый на вооружение в конце 1980-х.
- МПС-У — учебный патрон, в котором гильза заполнена эпоксидной смолой вместо порохового заряда[4].
- МПС-Б — опытный бронебойный боеприпас, созданный в 1990-х[2].